# NGC 7501
NGC 7501 est une vaste galaxie elliptique relativement éloignée et située dans la constellation des Poissons. Sa vitesse par rapport au fond diffus cosmologique est de 12 419 ± 40 km/s, ce qui correspond à une distance de Hubble de 183,2 ± 12,8 Mpc (∼598 millions d'al). NGC 7501 a été découverte par l'astronome allemand Albert Marth en 1864.

## Amas de Pégase II

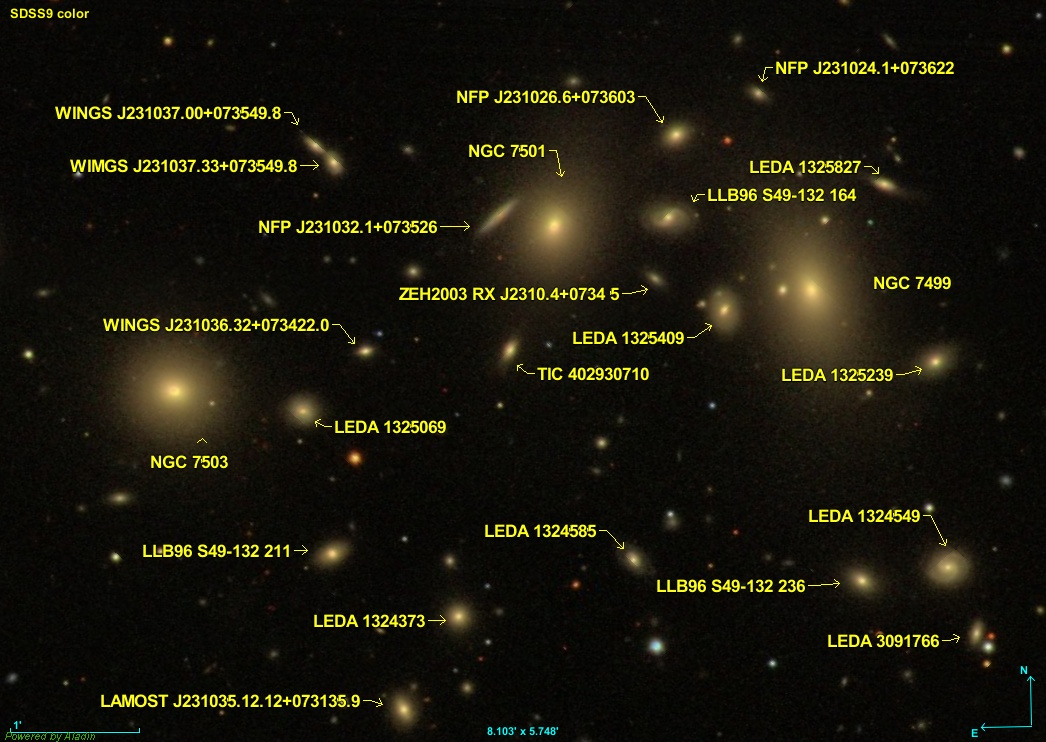
Quelques galaxies de l'amas de Pégase II (PEGASUS II).

Selon la base de données NASA/IPAC, NGC 7501 fait partie de l'amas de galaxies de Pégase II (PEGASUS II). Elle forme par ailleurs avec sa voisine NGC 7499 une paire de galaxies,. Cette affirmation reste cependant douteuse, NGC 7499 étant située à 167,64 ± 11,76 mpc et NGC 7501 à 183,17 ± 12,84 mpc de la Voie lactée. Mais puisque le domaine des distances de ces deux galaxies se recoupe en raison des incertitudes, il est possible qu'elles forment une paire réelle. Selon un article de E.L. Turner publié en 1976, NGC 7501 et NGC 7503 forment une paire de galaxies rapprochées, ce qui est vraisemblablement incorrect, car elles sont à environ 44 mpc (144 al) l'une de l'autre. 
L'amas de Pégase II comprend entre 50 et 60 galaxies situées dans la constellation des Poissons. La distance moyenne entre ce groupe et la Voie lactée est d'environ 177 Mpc (∼577 millions d'al).
Le tableau à la fin de cette section résume les propriétés des trois galaxies membres de l'amas figurants dans le New General Catalogue. Le tableau montre en  particulier les distances de Hubble de celles-ci.
| Nom      | Classification | Type         | α (J2000.0)      | δ (J2000.0)     | Vitesse radiale (km/s) | Magnitude apparente | Distance (Mpc) | Dimension (kal) |
| -------- | -------------- | ------------ | ---------------- | --------------- | ---------------------- | ------------------- | -------------- | --------------- |
| NGC 7503 | E2?            | Elliptique   | 23h 10m 42.2641s | 07° 34′ 03.846″ | 13217 ± 3              | 13,3                | 139,2 ± 11,2   | 184             |
| NGC 7499 | SA0^0(s)?      | Lenticulaire | 23h 10m 22.3729s | 07° 34′ 50.449″ | 11737 ± 28             | 12,8                | 167,6 ± 11,8   | 262             |
| NGC 7501 | E1             | Elliptique   | 23h 10m 30.4080s | 07° 35′ 20.556″ | 12790 ± 31             | 13,4                | 183,2 ± 12,8   | 208             |

Notons qu'une recherche de la requête PEGASUS II sur le site de la base de données NASA/IPAC, ainsi même que sur Wikipédia conduit aux données de la galaxie naine Amdromeda VI, ce qui porte vraiment à confusion.

## Supernova
La supernova SN 2021wyw a été découverte dans NGC 7501 le 25 aout 2021 par le relevé astronomique Zwicky Transient Facility (ZTF) de l'observatoire Palomar. D'une magnitude apparente de 19,4 au moment de sa découverte, elle était de type Ia.